# ویریدیانا
ویریدیانا (Viridiana) فیلمی اسپانیایی-مکزیکی ساختهٔ لوئیس بونوئل و به تهیه‌کنندگی گوستاو آلاتریست در سال ۱۹۶۱ است. فیلم برندهٔ نخل طلای جشنواره کن شد. کلیسای کاتولیک فیلم را به شدت محکوم کرد و آن را کفرآمیز خواند. نمایش فیلم در اسپانیا ممنوع شد. فیلم تا حد کمی بر پایه رمان Halma، اثر بنیتو پرز گالدوس ساخته شده‌است.

## داستان

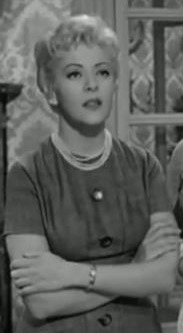
سیلویا پینال بازیگر ویریدیانا

یک راهبه تازه‌کار به نام ویریدیانا در شرف تحلیف و سوگند یاد کردن است که دون خایمه، عموی او، از او دعوت می‌کند تا به دیدنش برود. او که تنها خویشاوند زندهٔ ویریدیانا محسوب می‌شود، تنها یک بار با ویریدیانا دیدار کرده و ویریدیانا برای پذیرش درخواست او بی‌میل است. اما سرراهبهٔ ویریدیانا، به او اصرار می‌کند که درخواست عمویش را قبول کند.
دون خایمه، عموی ویریدیانا، شخصی گوشه‌گیر است و در یک مزرعه دورافتاده با تعدادی خدمتکار زندگی می‌کند، رامونا، دختر رامونا که ریتا نام دارد، و مونچو. وقتی که دون خایمه برادرزادهٔ خود را می‌بیند، از شباهت او با همسر فوت‌کرده‌اش یکه می‌خورد.
شب قبل از اینکه ویریدیانا منزل عمویش را ترک کند، سپاس‌گزار از حمایت مالی طولانی‌مدتی که عمویش از او کرده، با بی‌میلی درخواست عجیب عمویش مبنی بر پوشیدن لباس عروسی همسر فوت‌کرده‌اش را می‌پذیرد. وقتی که رامونا به ویریدیانا می‌گوید که دون خایمه قصد ازدواج با او را دارد، او بهت‌زده می‌شود. دون خایمه هم به نظر می‌رسد که از این فکر منصرف شده‌است. رامونا مخفیانه به ویریدیانا دارو می‌خوراند. دون خایمه ویریدیانای بی‌هوش‌شده را به قصد تجاوز کردن به او، به اتاقش می‌برد. در آخرین لحظه، او از این فکر منصرف می‌شود.
صبح روز بعد، او راه دروغ‌گویی را پیش می‌گیرد و به ویریدیانا می‌گوید که «باکرگی او را گرفته‌است»، یعنی به او تجاوز کرده‌است، بنابراین او دیگر نمی‌تواند به صومعه برگردد. اما وقتی که می‌بیند ویریدیانا هنوز از تصمیم خود مبنی بر برگشت به صومعه منصرف نشده، اعتراف می‌کند که دروغ گفته‌است و به او نمی‌گوید که آن شب دقیقاً چه اتفاقی افتاده‌است. در ایستگاه اتوبوس، مأمورین مانع از رفتن ویریدیانا می‌شوند. عموی او که خود را به دار آویخته‌است، ملک و اموال خود را برای فرزند نامشروعش، خورخه، و همین‌طور ویریدیانا، به ارث گذاشته‌است.
ویریدیانا که بسیار آشفته شده، تصمیم می‌گیرد به صومعه برنگردد. در عوض، او چند گدا جمع می‌کند و آن‌ها را در یک ساختمان مجاور مستقر می‌کند. او خودش را وقف غذا دادن به این فقرا و تربیت روحی خود می‌کند. موچو که از این کارها بیزار شده، خانه را ترک می‌کند.
خورخه با دوست‌دخترش لوسیا به خانه نقل مکان می‌کند و شروع به بازسازی کردن خانه می‌کند. لوسیا احساس می‌کند که خورخه، همانند پدرش، چشمش دنبال ویریدیانا است و خیلی زود خانه را ترک می‌کند. خورخه هم گوشه‌چشمی به رامونا پیدا می‌کند.
وقتی ویریدیانا و خورخه چند روزی برای انجام کاری خانه را ترک می‌کنند، فقرا به زور وارد خانه می‌شوند. در ابتدا، قصد آن‌ها فقط نگاه کردن به وسایل خانه است. آن‌ها که وسایل بسیار گران‌بهایی پیدا کرده‌اند، شروع به ریخت و پاش کردن، پارتی گرفتن و مست کردن می‌کنند و در همین حال، قطعه «مسیح» جورج فردریک هندل هم به گوش می‌رسد. آن‌ها دور میز جمع می‌شوند تا یک عکس یادگاری بگیرند که ژست آنها، صحنهٔ شام آخر داوینچی را تداعی می‌کند.
مالکین خانه زودتر از موعد مقرر سر می‌رسند و متوجه می‌شوند که خانه ریخت و پاش شده‌است. گداها یکی پس از دیگری خودشان را نامقصر معرفی می‌کنند و خانه را ترک می‌کنند. خورخه با یکی از آن‌ها مواجه می‌شود که چاقویی به سمت خورخه می‌گیرد. وقتی که یکی از مردها به طرف ویریدیانا حمله می‌کند، خورخه سعی می‌کند او را نجات دهد، اما یک گدای دیگر به او حمله کرده و یک بطری را بر سر او می‌شکند و او از حال می‌رود. خورخه در حالی که ویریدیانا همچنان سعی می‌کند مورد تعرض جنسی قرار نگیرد، بهوش می‌آید. گداها دستان خورخه را بسته‌اند، اما خورخه موفق می‌شود به یکی از گداها رشوه بدهد تا گدایی که سعی در تجاوز به ویریدیانا دارد را بکشد. در نهایت، پلیس از راه می‌رسد.
پس از این اتفاق، ویردیانا زن دیگری می‌شود. ریتا، بچه رامونا، تاج تیغه‌ای (نمادی در مسیحیت) او را به آتش می‌کشد. ویریدیانا با حجابی اندک، به در اتاق خورخه می‌کوبد، اما رامونا را با او در اتاق خوابش می‌بیند. در حالی که صدای ترانهٔ Shimmy Doll اثر Ashley Beaumont از روی صفحه گرامافون پخش می‌شود، خورخه به ویریدیانا می‌گوید که آن‌ها فقط مشغول کارت‌بازی بوده‌اند و از ویریدیانا می‌خواهد که به آن‌ها ملحق شود. در حالی که خورخه جملهٔ «دختر عمو، می‌دانستم که بالاخره یک روز کارت‌بازی می‌کنی» را می‌گوید، فیلم به اتمام می‌رسد.

## بازیگران
- سیلویا پینال در نقش ویریدیانا
- فرناندو ری در نقش دون خایمه
- فرانسیسکو رابال در نقش خورخه
- مارگاریتا لوسانو در نقش رامونا
- Victoria Zinny در نقش لوسیا
- ترسا رابال در نقش ریتا
- Lola Gaos در نقش یکی از زنان گدا

## پایان فیلم
هیئت سانسور اسپانیا، پایان اصلی فیلم را نپذیرفت که در آن، ویریدیانا وارد اتاق پسر عموی خود می‌شود و به آهستگی در را پشت سر خود می‌بندد. در نتیجه، یک پایان جدید برای فیلم نوشته شد که نسبت به پایان اولیه فیلم، وسوسه‌انگیزتر از آب درآمد، چرا که نشان از یک رابطه عشقی سه‌نفره بین خورخه، رامونا و ویریدیانا داشت.

## بازخورد
پس از اینکه ساخت فیلم به اتمام رسید و مقامات سینمایی اسپانیا آن را به جشنواره فیلم کن ارسال کردند و فیلم در آنجا جایزه گرفت، دولت فرانسیسکو فرانکو سعی کرد فیلم را از شرکت در جشنواره بازدارد، اما ناموفق ماند. انتشار فیلم در اسپانیا هم ممنوع شد. روزنامه رسمی واتیکان، L'Osservatore Romano، فیلم را «کفرآمیز» خواند. فیلم در سال ۱۹۷۷ پس از مرگ فرانکو در آنجا منتشر شد. بونوئل در آن موقع ۷۷ سال سن داشت. با این حال، فیلم در جشنواره کن مورد تحسین قرار گرفت و برنده نخل طلای این جشنواره شد. بونوئل بعدها گفت که «عمداً نمی‌خواستم فیلم کفرآمیز باشد، اما از سوی دیگر، Pope John XXIII نسبت به من در این جور مسائل قاضی بهتری هست».

## جوایز
- برنده نخل طلای جشنواره کن